# 中野広大
中野 広大（なかの こうだい、1998年5月3日 - ）は、毎日放送のアナウンサー。

## 経歴
神奈川県横浜市の出身で、法政大学第二高等学校から法政大学経営学部へ進学。高校では硬式野球部で活動していたが、大学生時代にはアルバイトでマグロ解体ショーの進行役を務めていた。
大学卒業後の2021年4月1日付で、大村浩士・前田春香と共に、アナウンサーとして毎日放送へ入社した。
2022年の10月からは、番組出演などと並行しながら、競馬実況の研修を目的にラジオの中継（『GOGO競馬サタデー!』、『GOGO競馬サンデー!』）へ帯同。2023年4月9日に、阪神競馬場第8レース（吹田特別）の実況で、放送に初めて登場した。本人によれば、「大学を卒業する前に『ウマ娘 プリティーダービー』のテレビアニメ版を知ったことから競馬に興味を持ち始めた」とのことで、実際の競馬中継にとどまらず『ウマ娘』（ゲームアプリ版）での実況も目標に掲げている。
2024年12月25日に気象予報士・林保捺美と結婚していたことを、2025年1月7日に発表。

## 出演番組

### 現在
- MBSニュース（テレビ・ラジオとも、2021年10月 - ） 
  - 木曜深夜 - 金曜早朝の宿直勤務へ就く関係で、2021年10月から『THE TIME,』（TBSテレビ制作の全国ネット番組）内のローカルニュース&気象情報（午前6時台の「エリア情報」枠）・ローカルニュース（午前7時台の同枠）へ毎週金曜日に出演。2023年12月以降で日曜深夜～月曜早朝の宿直勤務に就く場合には、日曜日の深夜（勤務中）に放送される『KICK OFF!KANSAI』（近畿広域圏からJリーグへ参加しているプロサッカークラブの情報番組）向けのVTRへナレーションを付けている。

#### テレビ
- よんチャンTV
  - 2021年7月6日（火曜日）放送分に、大村・前田と揃って出演。テレビ番組へのデビューを果たした。その後は、「新人アナウンサーの幸せつなぎたい」（同年8月9 - 27日の「はじめてだらけの夏休みウィーク」期間中に放送された視聴者へのプレゼント企画）のプレゼンター（大村・前田と日替わりで担当）を経て、2021年度にのみ放送されていた土曜版（『土曜のよんチャンTV』）と合わせて生中継のリポーターなどを随時務めていた。2024年4月から、金曜日のフィールドキャスターをレギュラーで担当。
- 西乃風ブラン堂（2021年10月 - ） -  「バイヤー」という肩書で不定期出演。
- イマドキめくる!?（2024年5月31日 - ） - 先輩アナウンサーの藤林温子と共同でMCを担当
  - 「イマドキ」（最新のエンタテインメントやサービス）に関する情報を日本全国から1ヶ月単位で紹介する番組で、2024年1月から金曜日の9:55 - 10:24に月1回のペースで放送。同年4月まで出演していた山崎香佳（先輩アナウンサー）から、MC（藤林の相手役）を引き継いだ。

#### ラジオ
- コトノハ（不定期で出演）
  - 「コトノハ」（言葉）にこだわった毎日放送アナウンサー室制作の事前収録番組で、2021年10月4日から毎週月曜日（2023年9月25日までは21:45 - 22:00 → 同年10月2日以降は21:30 - 21:45）に放送。
- TOROMI RADIO（日曜日 16:30 - 17:00、2023年3月12日 - ）- 「スクープリポーター」
  - 飲食店への取材リポートを、同僚アナウンサーの前田・海渡未来（2022年4月まで）→前田・藤林（同年5月から）と交互に担当。
- GOGO競馬サンデー!
  - 2023年4月9日放送分の中継から実況を担当。
- 月曜の夜は想空（そそら）のこどもわーるど（2024年4月1日 - 、毎週月曜日18:00 - 18:30）
  - 中学3年生だった15歳の時に起業した「想空」（女性）と共にパーソナリティを担当。

### 過去

#### テレビ
- 三度の飯よりアレが好き!（不定期）
  - 放送期間（2022年度）において毎日放送での社歴が5年目以下のアナウンサーが、スタジオMCやロケリポートを交互に担当していた番組。初回（2022年4月30日）は生放送で、ロケのリポートに加えて、スタジオでMC（山崎香佳）のアシスタントを任されていた。

#### ラジオ
- ばんぱく宣言 われら21世紀少年団（2021年10月 - 2023年1月2日） - 「21世紀少年団の団員」の1人として、大村・前田などと共に週替わりで出演。
- ポチっとMini枠（2023年6月19日 - 6月22日）
  - 「夕方もポチっとMラジ」月 - 木曜分の16時台終盤（16:53 - 17:00）に内包されている事前収録のコーナーで、主に毎日放送の現職アナウンサーから1名が週替わりでパーソナリティを担当。